# Rumex lanceolatus
Rumex lanceolatus là một loài thực vật có hoa trong họ Rau răm. Loài này được Thunb. miêu tả khoa học đầu tiên.